# جوفينتينو كيسترينغ
جوفينتينو كيسترينغ (19 مايو 1946 - 28 مارس 2021) كان أسقفًا برازيليًا للروم الكاثوليك.
وُلد كيسترينغ في البرازيل ورُسم للكهنوت عام 1973. خدم أسقفًا لأبرشية الروم الكاثوليك في روندونوبوليس - جيراتينجا بالبرازيل من عام 2014 حتى وفاته عام 2021 من كوفيد 19.